# Feu d'Ōzaka
El feu d'Ōzaka (大坂藩, Ōzaka-han) va ser un han o domini feudal del Japó localitzat al districte de Higashinari de la província de Settsu. La "capital" o seu del feu era el castell d'Osaka, a l'actual ciutat d'Osaka.

## Geografia
El feu d'Ōzaka, al contrari que la majoria dels feus del Japó i degut a les seues condicions d'existència breu i de caràcter polític, no hi va tindre mai dominis repartits per les províncies del Japó. Pel que es sap i prenent en consideració que la seu del govern es trobava al castell d'Osaka, el territori del feu es reduïa a part de l'actual districte urbà de Chūō, on el castell i també al barri de Dōtonbori.

## Història
Durant l'època on Toyotomi Hideyoshi va dominar el Japó al període Azuchi-Momoyama, quan construí el castell d'Osaka el 1583, el seu govern no havia patit oposició. Tot això canvià quan el seu exèrcit fou derrotat per les tropes de Tokugawa Ieyasu a la batalla de Sekigahara, quan començà el període Edo amb el govern o bakufu Tokugawa. El fill i successor de Toyotomi Hideyoshi, Hideyori es va vore obligat a crear un minúscul feu dins del sistema feudal implantat pel bakufu. Quan després del setge d'Osaka el 1615 el clan Toyotomi és aniquilat per les tropes del clan Tokugawa, el feu passa amb el permis dels Tokugawa a mans del clan Matsudaira, familia dels primers. El 1619, el feu fou dissolt, passant Osaka a ser una ciutat independent sota govern central del bakufu.
Com a curiositat, cal assenyalar que a la guerra Boshin i la restauració Meiji el clan Tokugawa s'instal·là al castell d'Osaka, com a punt de defensa contra les tropes imperials. Tot i així, els Tokugawa no van fer mai cap intenció de crear al territori un domini feudal. Per a llavors, Osaka ja era una ciutat moderna, lliure, burguesa i urbana.

## Senyors
- 1r Hideyori Toyotomi (1600-1615)
- 2n Tada'akira Matsudaira (1615-1619)